# Mermessus albulus
Mermessus albulus là một loài nhện trong họ Linyphiidae.
Loài này thuộc chi Mermessus. Mermessus albulus được miêu tả năm 1934 bởi Zorsch & Crosby.